# Nina de Callias

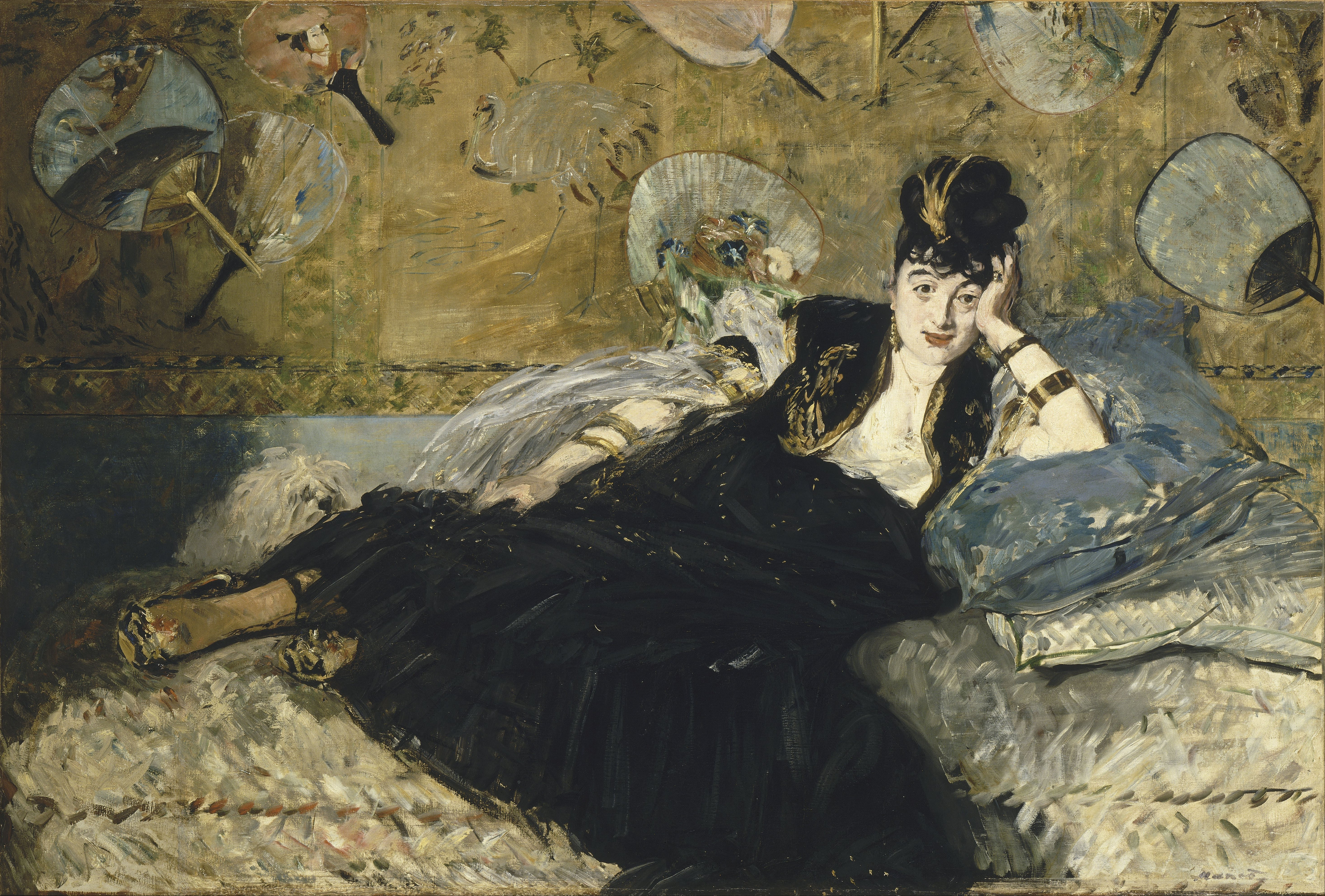
Für das Gemälde La dame aux éventails von Édouard Manet stand Nina de Callias Modell.

Nina de Callias, auch Nina de Villard, geboren als Anne-Marie Gaillardet, (* 12. Juli 1843 in Lyon, Département Rhône; † 22. Juli 1884 in Vanves, Département Hauts-de-Seine) war eine französische Salonnière und Schriftstellerin.

## Leben
Anne-Marie Gaillardet war die Tochter eines wohlhabenden Juristen in Lyon. In ihrem Elternhaus lernte sie Graf Hector de Callias kennen, der als Journalist unter anderem für die Zeitung Le Figaro schrieb. Bereits kurz nach ihrem Kennenlernen heiratete sie diesen und ging mit ihm nach Paris.
In Paris lernte sie, die sich nun Nina de Callias und nach ihrer Scheidung Nina de Villard nannte, bald schon Apollonie Sabatier kennen, die sie in ihrem Salon in der Rue Frochot in die Gesellschaft einführte. Dort lernte sie auch den Schriftsteller Charles Cros kennen, dessen Geliebte sie wurde. In seinen Briefen nannte er sie gelegentlich „la reine des fichus“. Über Cros kam sie in den Kreis der Parnassiens und Alphonse Lemerre nahm einige Gedichte von ihr in die später berühmt gewordene Anthologie Le Parnasse contemporain auf.
Als sich 1870 die politische Lage verschlechterte und der Deutsch-Französische Krieg auszubrechen drohte, ging Nina de Callias zusammen mit ihrer Mutter nach Genf. Erst nach dem Friedensvertrag vom 10. Mai 1871 kehrte sie nach Paris zurück. Neben Charles Cros unterhielt sie Liebesbeziehungen zu den Schriftstellern Edmond Bazire und Auguste de Villiers de L’Isle-Adam, die ebenso in ihrem Salon verkehrten wie die Autoren Léon Dierx, Germain Nouveau, Maurice Talmeyr, Henri Rochefort, Raoul Ponchon, Anatole France, Léon Valade, Camille Pelletan, Jean Richepin, Paul Verlaine, Charles Leconte de Lisle, Maurice Rollinat und Stéphane Mallarmé. Hinzu kamen die Musiker Ernest Cabaner und François Coppée, die Maler Jean-Louis Forain, Édouard Manet, Franc-Lamy und Marcellin Desboutin, sowie verschiedene Schauspielerinnen, unter denen sich auch Henriette Hauser, die Geliebte des niederländischen Kronprinzen, befand. Nina de Callias, die selbst auch komponierte, war eine hervorragende Musikerin und spielte in ihrem Salon regelmäßig Klavier.
Fortwährender Alkoholmissbrauch brachte 1884 einen Zusammenbruch, von dem sie sich nicht mehr erholen konnte. Am 22. Juli 1884 starb Nina de Callias 14 Tage nach ihrem 41. Geburtstag in einer Klinik in Vanves.

## Werke (Auswahl)
- La Duchesse Diane. Saynète en vers. 1882
- Feuillets parisiens. Poèsies. 1885